# La rondine, il gatto, la rosa, la morte
La rondine, il gatto, la rosa, la morte (titolo originale Svalan, katten, rosen, döden) è un romanzo giallo dello scrittore svedese Håkan Nesser pubblicato in Svezia nel 2001.
È il nono libro della serie che ha per protagonista il commissario Van Veeteren.
La prima edizione del romanzo è stata pubblicata nell'anno 2013 da Guanda.

## Trama
Martina e Monica Kammerle, madre e figlia, spariscono di punto in bianco dallo squallido appartamento in cui vivono. Nessuno sembra sapere che fine abbiano fatto e che vita facessero, famigliari compresi. Le sole notizie conosciute sono la sindrome bipolare da cui è affetta la madre e le difficoltà della figlia nel rapportarsi coi suoi coetanei, proprio a causa della malattia della madre. Non si ha nessuna notizia neppure dell'amante della donna, tanto da non poterlo nemmeno identificare.
Ancora una volta l'ormai ex commissario Van Veeteren dovrà lasciare la sua libreria antiquaria per aiutare i suoi ex colleghi alla risoluzione del caso, stavolta spinto dal rimorso di essersi lasciato sfuggire quello che sembra essere l'unico testimone della vicenda.

## Edizioni
- Håkan Nesser, La rondine, il gatto, la rosa, la morte, traduzione di Carmen Giorgetti Cima, Guanda, 2013. ISBN 978-88-235-0124-9.
- Håkan Nesser, La rondine, il gatto, la rosa, la morte, traduzione di Carmen Giorgetti Cima, TEA, 2014. ISBN 978-88-502-3688-6.